# Stephen Gostkowski
Stephen Caroll Gostkowski (født 28. januar 1984 i Baton Rouge, Louisiana, USA) er en amerikansk footballspiller, der spiller i NFL som place kicker for New England Patriots. Han kom ind i ligaen i 2006 og har ikke spillet for andre hold end Patriots.
Gostkowski var en del af det New England Patriots-hold, der gik gennem 2007-sæsonen ubesejret, inden de i Super Bowl XLII måtte se sig besejret af New York Giants.

## Klubber
- 2006-: New England Patriots